# Elijah Daniel

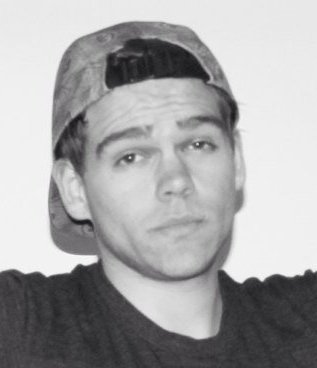
Elijah Daniel (2014)

Elijah Daniel (* 9. Januar 1994 in Detroit, Michigan), auch Lil Phag, ist ein US-amerikanischer Komiker, Rapper, Plattenproduzent, Songwriter und Autor. Er wurde online durch seine satirischen Social-Media-Beiträge bekannt und begann Ende 2017 zu rappen.

## Person
2013 begann er seine Karriere. Er machte eine Petition, um den Song Party in the U.S.A. zur neuen US-Nationalhymne zu machen und hatte dabei viele Unterstützer und viel Aufmerksamkeit. Er begann mit Social-Media-Satire und kämpfte seit 2016 gegen Donald Trump. So schrieb er beispielsweise einen satirischen Erotikroman über den US-Präsidenten, welcher ziemlich erfolgreich war. Seit 2017 rappt Daniel unter dem Künstlernamen Lil Phag. Er hatte auch Gastauftritte in Filmen.
Seit 2017 lebt Daniel in Los Angeles, Kalifornien. Im Januar 2019 gab Daniel seine Verlobung mit seinem Freund Sam, beruflich bekannt als Sam F / Dr. Woke, bekannt.

## Positionen

### LGBTQ*-Unterstützung
Nach der Schießerei in einem Nachtclub in Orlando im Juni 2016 drängte Daniel öffentlich auf Twitter, dass sich alle nicht-geouteten Personen frei fühlen könnten, ihn privat zu kontaktieren, um Unterstützung zu erhalten und er veröffentlichte „Ein offener Brief an die LGBT-Kids, die sich verloren und verängstigt fühlen“.
Nachdem Daniel über Twitter homophobe Morddrohungen erhalten hatte, benachrichtigte er im Juli 2016 jemanden, von dem er glaubte, dass es die Eltern des Benutzers seien, über den Vorfall und veröffentlichte öffentlich einen Screenshot seiner Nachricht an sie.
Im Jahr 2021 startete Daniel ein virtuelles Restaurant namens GayBurger, um Geld für das LGBT-Zentrum in Los Angeles zu sammeln.

### Atheismus und Religionskritik
Daniel übt in seinen Texten viel Kritik gegenüber Religionen und dem Christentum aus. So schreibt er in seinen Texten „Alle Christen werden verrückt (huh), wie als ich Kindern vom Weihnachtsmann erzählte“ oder „Fick Gott, wie einen Blitzableiter, schicke meinen Arsch in die Hölle“.

## Diskographie
Studioalben
- God Hates Lil Phag (2018)

EPs
- ResERECTION (2019)
- Antichrist (2019)
- The Final Album (2019)

Singles
- 2017: Phaggo
- 2017: Elton John
- 2017: Gucci Christmas
- 2017: Deadahh
- 2017: Phucked Ur Dad
- 2018: Clout 9
- 2018: :)
- 2018: Rick and Morty
- 2018: 3AM Anxiety
- 2018: Iced Out Dick
- 2018: Third Eye Gucci
- 2018: It’s My Money, And I Need It Now
- 2019: ERRYBODYGAY
- 2019: F*CKGOD

## Filmografie
- 2013: Low Winter Sun
- 2014: Lost River
- 2014: Happy Ending
- 2015: 12 Monkeys
- 2017: Division 19